# Apteryx owenii
Il kiwi maculato minore (Apteryx owenii Gould, 1847) è un uccello della famiglia degli Apterigidi originario dell'Isola del Sud (Nuova Zelanda). Una sottospecie estintasi alla fine del XIX secolo, Apteryx owenii iredalei, viveva anche sull'Isola del Nord.

## Descrizione
È la più piccola specie di kiwi, misurando al massimo 45 cm di lunghezza per un peso massimo di 1 kg.

## Biologia

### Alimentazione
Preferiscono mangiare larve o piccoli insetti che trovano scavando nel terreno soffice e poi inserendovi il lungo becco, scovandoli grazie all'olfatto sviluppatissimo, mentre la vista è abbastanza debole. Non disdegnano, inoltre, la frutta matura.

### Riproduzione
Generalmente la femmina depone un solo uovo, che viene poi covato dal maschio. Il periodo di incubazione è di circa 30 giorni. I pulcini abbandonano il nido dopo circa una settimana dalla schiusa delle uova.

## Distribuzione e habitat
Prima della colonizzazione europea Apteryx owenii era ampiamente diffuso nelle aree boschive di gran parte della Nuova Zelanda. Attualmente il suo areale è ristretto ad alcune piccole isole in cui è stato introdotto. La popolazione più numerosa si trova sull'isola di Kapiti dove è stato introdotto agli inizi del XX secolo. Più recentemente sono state introdotte piccole popolazioni nelle isole di Red Mercury, Hen, Long Island, Tiritiri Matangi e Motuihe. Nel 2000, alcuni esemplari sono stati rilasciati nel Santuario naturale di Karori.
Preferiscono le vecchie foreste, anche se li si può trovare nei prati o nelle macchie.

## Conservazione
La piccola taglia ne fa la preda ideale per i predatori introdotti in Nuova Zelanda, come gatti, cani e maiali; cosa che puntualmente successe, ed infatti questi uccelli furono sterminati in tutto il loro areale. Attualmente, questa specie vive in isole deserte e selvagge dov'è stata introdotta in seguito a programmi di ripopolamento, il che la preserva dalla distruzione totale.
Nonostante l'habitat ristretto, la specie è attualmente in fase di crescita numerica: tuttavia, rimane vulnerabile.